# Gouaux
Gouaux település Franciaországban, Hautes-Pyrénées megyében. Lakosainak száma 55 fő (2022. január 1.). Gouaux Lançon, Avajan, Bazus-Aure, Bordères-Louron, Grailhen, Grézian és Vielle-Louron községekkel határos.

## Népesség
A település népességének változása:
| Lakosok száma | 76   | 63   | 58   | 55   | 54   | 54   | 54   | 55   | 55   |
|               | 2013 | 2015 | 2016 | 2017 | 2018 | 2019 | 2020 | 2021 | 2022 |